# Phytocoris megatuberis
Phytocoris megatuberis är en insektsart som beskrevs av Stonedahl 1988. Phytocoris megatuberis ingår i släktet Phytocoris och familjen ängsskinnbaggar. Inga underarter finns listade i Catalogue of Life.